# Малое Старыгино
Малое Старыгино — упразднённая деревня в Никольском районе Вологодской области.
Входила в состав Завражского сельского поселения, с точки зрения административно-территориального деления — в Завражский сельсовет.
Расстояние по автодороге до районного центра Никольска — 48 км, до центра муниципального образования Завражья — 18 км. Ближайшие населённые пункты — Чегодаевский, Высокинский.
По данным переписи в 2002 году постоянного населения не было.
27 февраля 2021 года упразднена.